# カミツキガメ
カミツキガメ (Chelydra serpentina) は、爬虫綱カメ目カミツキガメ科カミツキガメ属に分類されるカメもしくはその総称。

## 分布
C. s. serpentina ホクベイカミツキガメ
アメリカ合衆国（中部から東部にかけて）、カナダ南部
C. s. acutirostris ナンベイカミツキガメ
エクアドル、コスタリカ、コロンビア、ニカラグア、ホンジュラス南東部
C. s. osceola フロリダカミツキガメ
アメリカ合衆国（フロリダ半島）
C. s. rossignoni チュウベイカミツキガメ
グアテマラ、ホンジュラス中西部、ベリーズ西部、メキシコ（ベラクルス州中部からユカタン半島基部にかけて）

## 形態

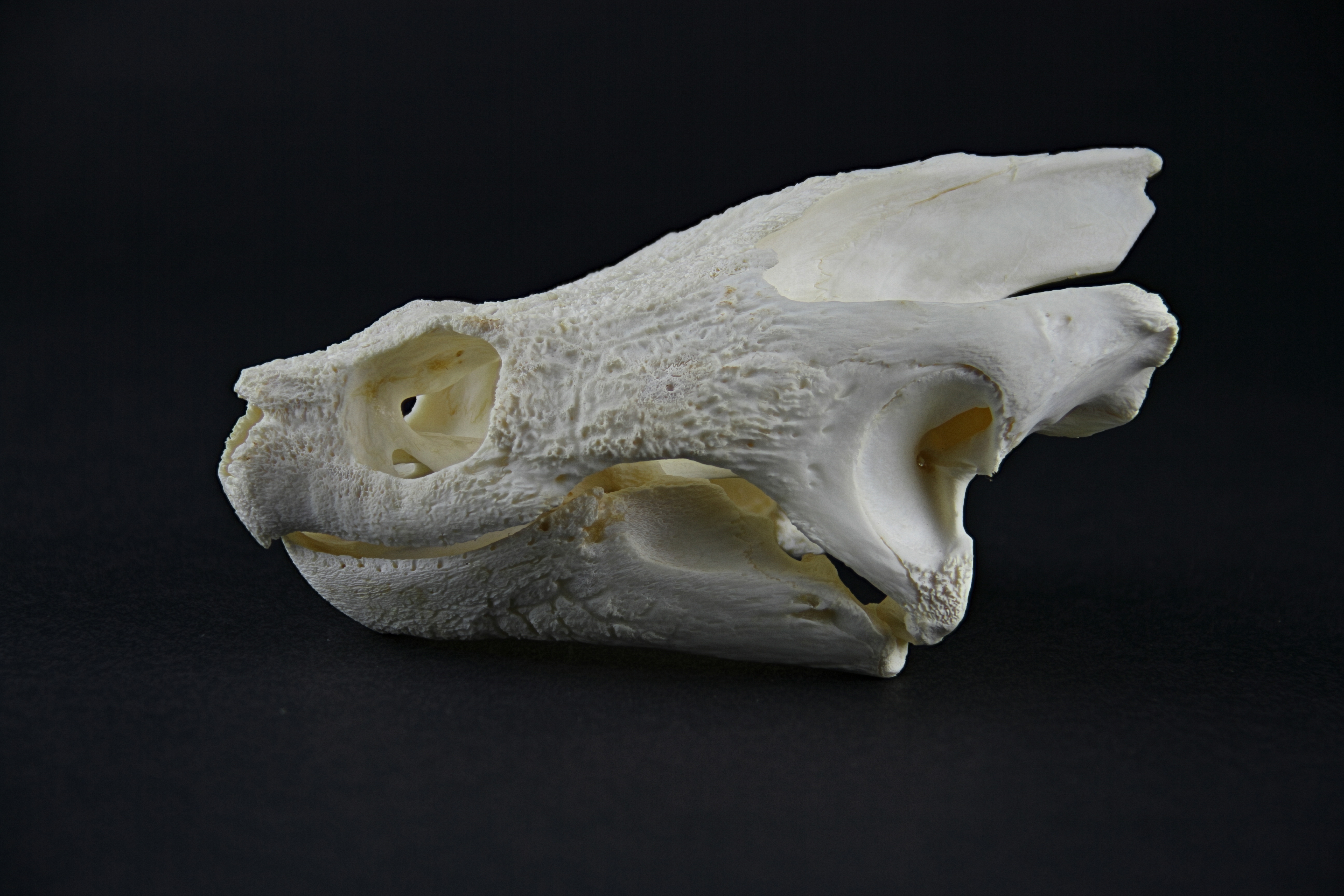
頭骨

最大甲長49.4センチメートル。椎甲板と肋甲板には筋状の盛り上がり（キール）がやや発達する。肋甲板と縁甲板の間に甲板（上縁甲板）がない。後部縁甲板の外縁は鋸状に尖る。
上顎の先端は鉤状に尖らない。尾背面は1列、腹面は2列の大型鱗で覆われる。
C. s. serpentina ホクベイカミツキガメ
最大亜種。喉甲板の縦幅、左右の肩甲板、胸甲板の継ぎ目をあわせた長さが甲長の40%未満。頭部背面から側頭部にかけての鱗は平坦で規則的。頚部背面の突起は瘤状。下顎の髭状突起が2-4本。
C. s. acutirostris ナンベイカミツキガメ
甲長41センチメートル。喉甲板の縦幅、左右の肩甲板、胸甲板の継ぎ目をあわせた長さが甲長の40%以上。頚部背面の突起は瘤状。下顎の髭状突起が4-6本。
C. s. osceola フロリダカミツキガメ
最大甲長43.8センチメートル。喉甲板の縦幅、左右の肩甲板、胸甲板の継ぎ目をあわせた長さが甲長の40%未満。頭部背面から側頭部にかけての鱗は顆粒状。頚部背面の突起は棘状。下顎の髭状突起が2-4本。
C. s. rossignoni チュウベイカミツキガメ
甲長38.9センチメートル。喉甲板の縦幅、左右の肩甲板、胸甲板の継ぎ目をあわせた長さが甲長の40%以上。頚部背面の突起は棘状。下顎の髭状突起が4-6本。

## 分類
ミトコンドリアDNAの解析から、亜種チュウベイカミツキガメと亜種ナンベイカミツキガメを独立種とする説もある。
- Chelydra serpentina serpentina (Linnaeus, 1758) ホクベイカミツキガメ Common snapping turtle
- Chelydra serpentina acutirostris Peters, 1862 ナンベイカミツキガメ South American snapping turtle
- Chelydra serpentina osceola Stejneger, 1918 フロリダカミツキガメ Florida snapping turtle
- Chelydra serpentina rossignoni (Bocourt, 1868) チュウベイカミツキガメ Mexican snapping turtle

## 生態

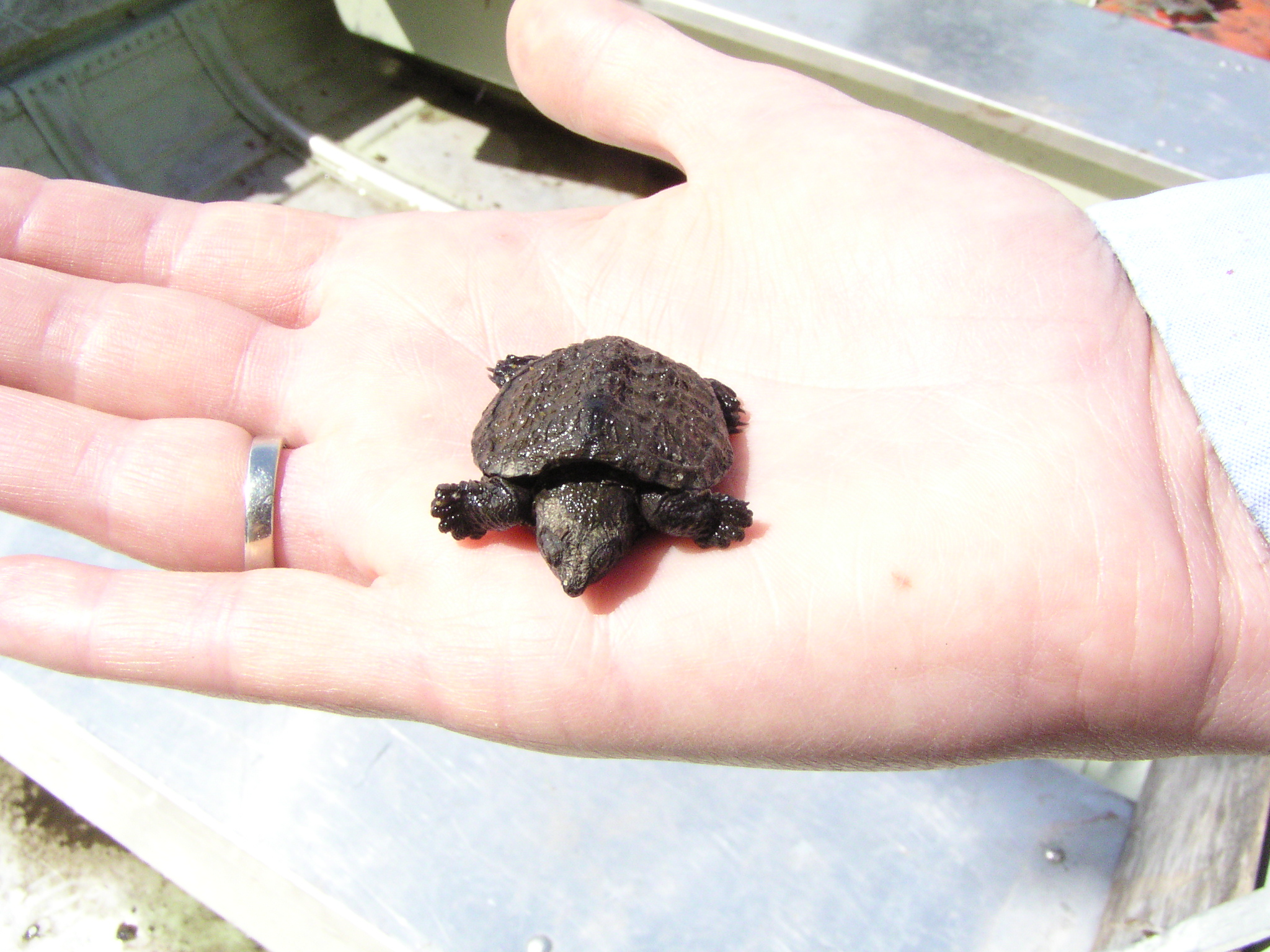
生まれて間もない仔亀

知見がほぼ基亜種と亜種フロリダカミツキガメに限られるため、以下は基亜種の知見に基づく。
底質が泥や砂で水生植物が繁茂した様々な淡水域の水場に生息するが、汽水域に生息することもある。完全水棲で、水場が干上がったり産卵以外で陸に上がることはまれ。夜行性だが、北部個体群は昼行性傾向が強い。10-翌4月に水底の砂や泥、落ち葉、岩、倒木などの下、植物の根元、水辺に空いた穴、マスクラットの古巣などで冬眠するが、水温5℃の環境下で活動したり、水面に氷が張った環境下でも交尾を行っていたりした例がある。
昆虫、節足動物、甲殻類、貝類、魚類、両生類、爬虫類、鳥類、哺乳類、動物の死骸、植物の茎、葉、花、果実、藻類などを食べる。水底を徘徊して食物を探す。
繁殖形態は卵生。主に5 - 6月に水場から離れた基底が砂や赤土、腐植質の開けた場所や、アメリカビーバーやマスクラットの古巣、蟻塚などに1回に6-100個（主に20-40個）の卵を1年に1回だけ産む（飼育下では年2回に分けて産んだ例もあり）。卵は55-125日（主に75-95日）で孵化する。発生時の温度により性別が決定（温度依存性決定）し、20℃でメス、21-22、25-28℃で雌雄共に、23-24℃、29℃でオスになる。また30℃以上の環境下に4日以上さらされた卵はメスになる。オスは生後4-5年で性成熟する。メスは地域変異が大きく例としてアイオワ州やテネシー州の個体群は生後4-7年、オンタリオ州の個体群は平均生後17-19年で性成熟する。成体になってから飼育された基亜種で38年8か月の飼育記録がある。
成長したカミツキガメは凶暴で、動きは極めて素速い。名前が示す通りに噛み付く力が極めて強く、本気を出せば人の指を簡単に食いちぎることもできるほどで、場合によっては大怪我を伴うこともある。その上、首が長く柔軟で（種名serpentinaは「ヘビのような」という意味)、一瞬で首を甲羅の上まで大きく反らして伸ばし噛み付くこともできるため、人間の手でカミツキガメを扱う時には、尻尾をつかむなど細心の注意を払う必要がある。水から出されると口を大きくあけ、四肢を踏ん張って甲羅を持ち上げ、威嚇姿勢をとる。

## 人間との関係
日本では基亜種が定着し、印旛沼水系では繁殖が確認されている。日本生態学会によって日本の侵略的外来種ワースト100に指定されている。印旛沼水系で定着し他地域でも発見例がある、大型で食性が幅広く在来種への影響が懸念される、捕まえた際に咬傷被害が想定されるなどの理由から、2005年に特定外来生物による生態系等に係る被害の防止に関する法律施行に伴い特定外来生物に指定された。印旛沼水系は、1997年には繁殖と定着が確認され高密度に生息している場所で、2007年より千葉県が漁協に依頼して、漁師が定期的に駆除にあたっている。その後の研究では繁殖地の拡大が指摘されており、静岡県の狩野川水系でも繁殖していることが判明しているほか、東京・上野の不忍池などでも目撃されている。
ペットとして飼育されることもあり、日本にも輸入されていた。日本では昭和初期には展示用、後にペット用として大量に輸入された。ペット用に輸入されるようになったのは1960年代以降で、後に野外に放されたものが繁殖していったとみられている。
1989 - 1997年の本種（主に基亜種）のアメリカ合衆国からの輸出量は約100,000頭で、主に日本に輸入されたと考えられている。主に基亜種が流通し、亜種チュウベイカミツキガメや亜種ナンベイカミツキガメは生息地で輸出が規制されているため流通が不定期、流通量も少数だった。2000年に科単位で改正動物愛護法により特定動物に指定されたことにより、流通量は減少した。2005年に特定外来生物に指定されたため、輸入、飼育（施行前から飼育されていた個体は登録すれば飼育可能）、販売、譲渡、遺棄などが禁止され、違反した場合は外来種被害防止法違反となる。
外来生物法に基づく捕獲は防除推進調査で生息率が高い場所で実施され、2007年度は千葉県佐倉市印旛沼の防除モデル事業では気温が高くカミツキガメの活動が活発な10月頃までの実施をめどにしている。エビカゴ（もんどりわな）を計50基仕掛ける計画で、捕獲した本種は、環境省にサンプルとして提供する甲羅の長さが20センチメートル以下の幼体を除き全て冷凍処分される。

### 食用
カミツキガメは食用にできる。鶏もも肉とスペアリブの中間のような食感で、食材としては極めて優秀であるという。しかし、狂暴で噛む力が強力な点を考慮すると捕獲には怪我の危険が伴う。また、特定外来生物に指定されているため捕獲しても生きたまま移動することができず、その場である程度処理する必要がある。季節により活動が不活発であり捕獲しづらく、安定した供給が困難なため食材として本格的に利用されるには至っていない。ただし上記のような防除活動で捕獲されたカミツキガメの活用法を探る一環として、イベントで料理が振る舞われることがある。